# 桧原湖
桧原湖（ひばらこ）は、福島県耶麻郡北塩原村にある湖。
小野川湖及び秋元湖とともに裏磐梯三湖の一つ。
1888年の磐梯山噴火による山体崩壊で麓を流れる川の流路が塞がれて形成された堰止湖である。
磐梯朝日国立公園に属する。

## 概要

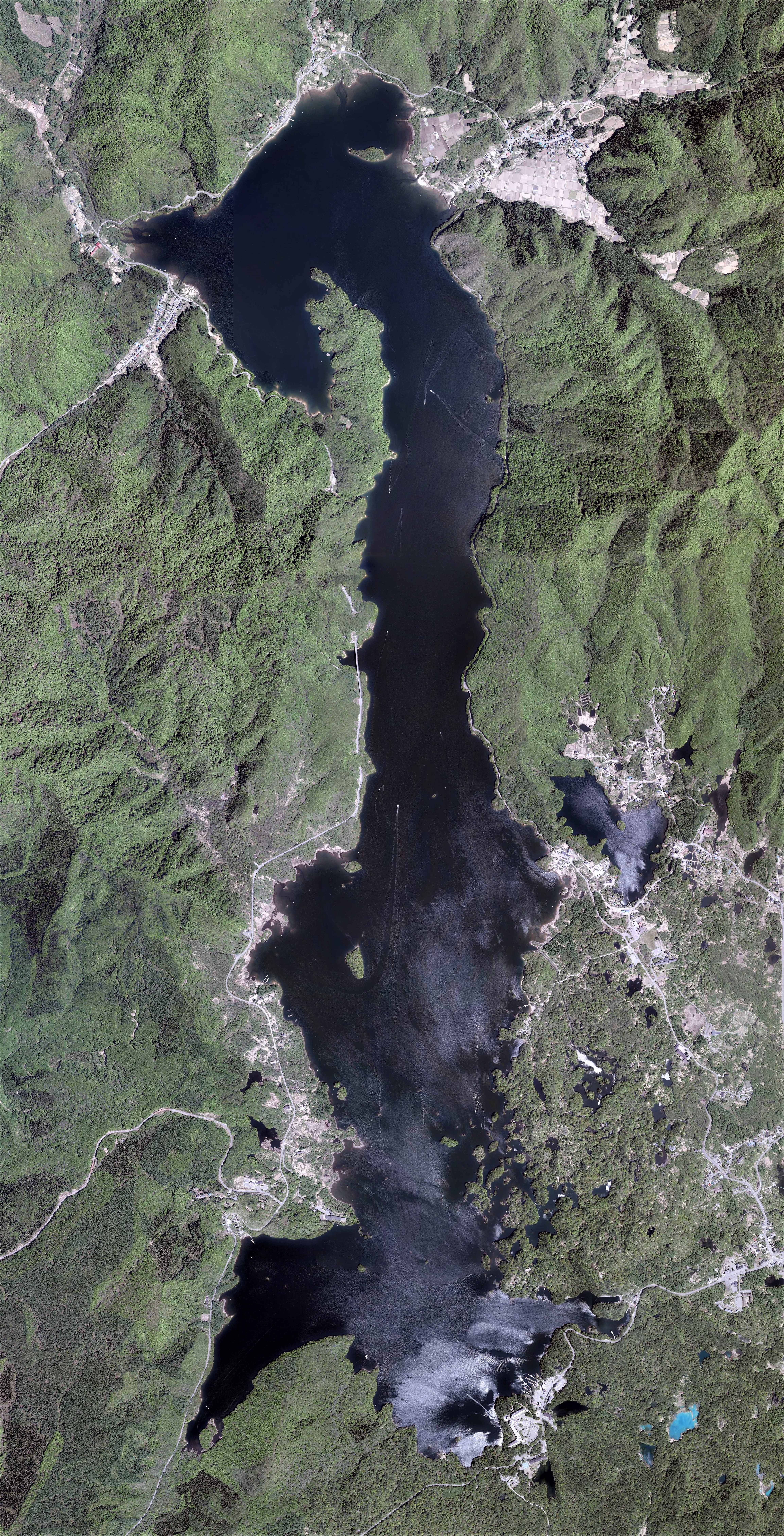
桧原湖周辺の空中写真。。2016年10月撮影の17枚を合成作成。

南方に位置する磐梯山が1888年（明治21年）の磐梯山噴火で生まれた湖の一つで、会津・米沢街道の桧原宿が水没している。湖が形成された後も交通路が残り、1935年（昭和10年）11月25日には渡船が沈没して乗客ら14人が死亡した記録がある。
南北約18km、東西約1kmの細長い形で、最大水深31m、湖岸周37㎞と裏磐梯地域最大の湖である。
流入河川に会津川、雄国沼からの雄子沢川がある
同湖では磐梯高原の自然に触れる散策路、遊覧船、キャンプ場などがあるほか、冬季には氷結した湖上でのワカサギ釣り、夏季にはバスフィッシングなど、四季を通じてアウトドアレジャーに利用されている。

## 成因
1888年7月15日に磐梯山の噴火とともに山体崩壊が発生、これによる岩屑なだれが谷を埋めて生まれた堰止湖が桧原湖である。
南北に細長い形状をしているのはこのため。
この崩壊で生まれた湖沼では同湖が最大であり日本で最も大きい火山性の堰止湖でもある。
またのこの崩壊では同湖以外にも300余りの湖沼群が生まれた。
初期には北側の桧原湖と南側の雄子沢湖（おしざわこ）の2つに分かれていたが、噴火の翌々年の春に雪解け水でーつにつながった。
山体崩壊の際には470人以上の死者が出たほか桧原村が水没して消滅した。
現在でも水位が低下すると、水没以前の集落にあった山神社（大山祇神社）の鳥居や参道脇の並木の跡が現れる、また墓石が顔を出す場所もある。
| - 桧原湖北岸から望む磐梯山（中央） - 南岸から北西を望む - 水没した鳥居（奥）と参道の並木跡 - 氷結した桧原湖と磐梯山 - 北東上空から見た桧原湖（右） - 磐梯山周辺の地形図（左上が桧原湖） |

## イベント
- 桧原湖一周ファミリーサイクリング大会（毎年5月、北塩原村商工会主催）
- バスフィッシィングのプロトーナメント（日本バスクラブ主催）

## アクセス
- 磐越自動車道猪苗代磐梯高原ICより国道115号、国道459号経由
- 磐越西線猪苗代駅・喜多方駅より会津バス